# Uhart-Cize
Uhart-Cize é uma comuna francesa na região administrativa da Nova Aquitânia, no departamento dos Pirenéus Atlânticos. Estende-se por uma área de 11,75 km². Em 2010 a comuna tinha 821 habitantes (densidade: 69,9 hab./km²).